# Операция «Килхол»

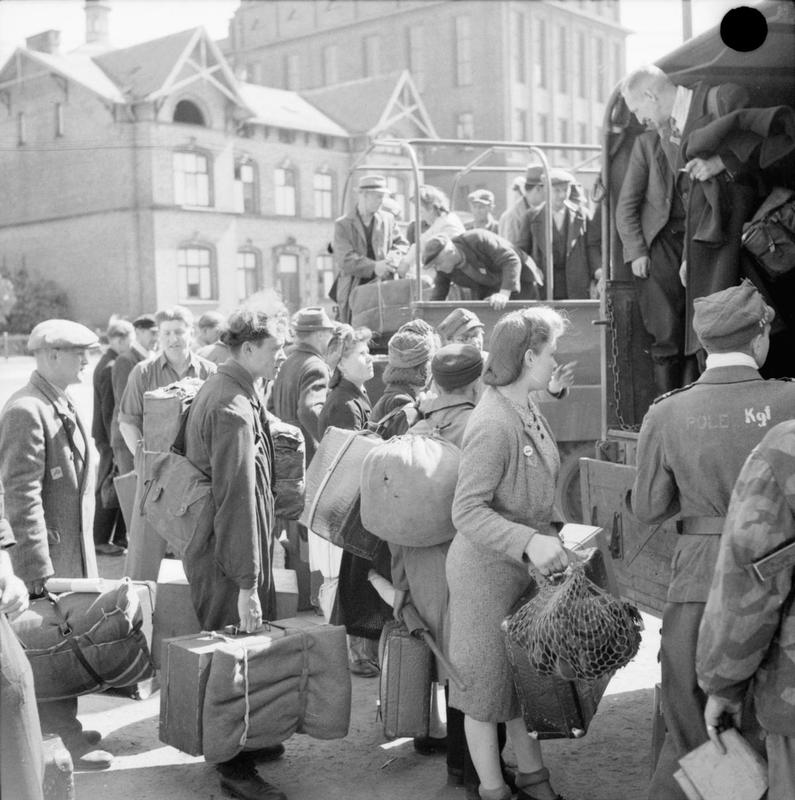
Перемещённых лиц в Гамбурге британские военные размещают по грузовикам

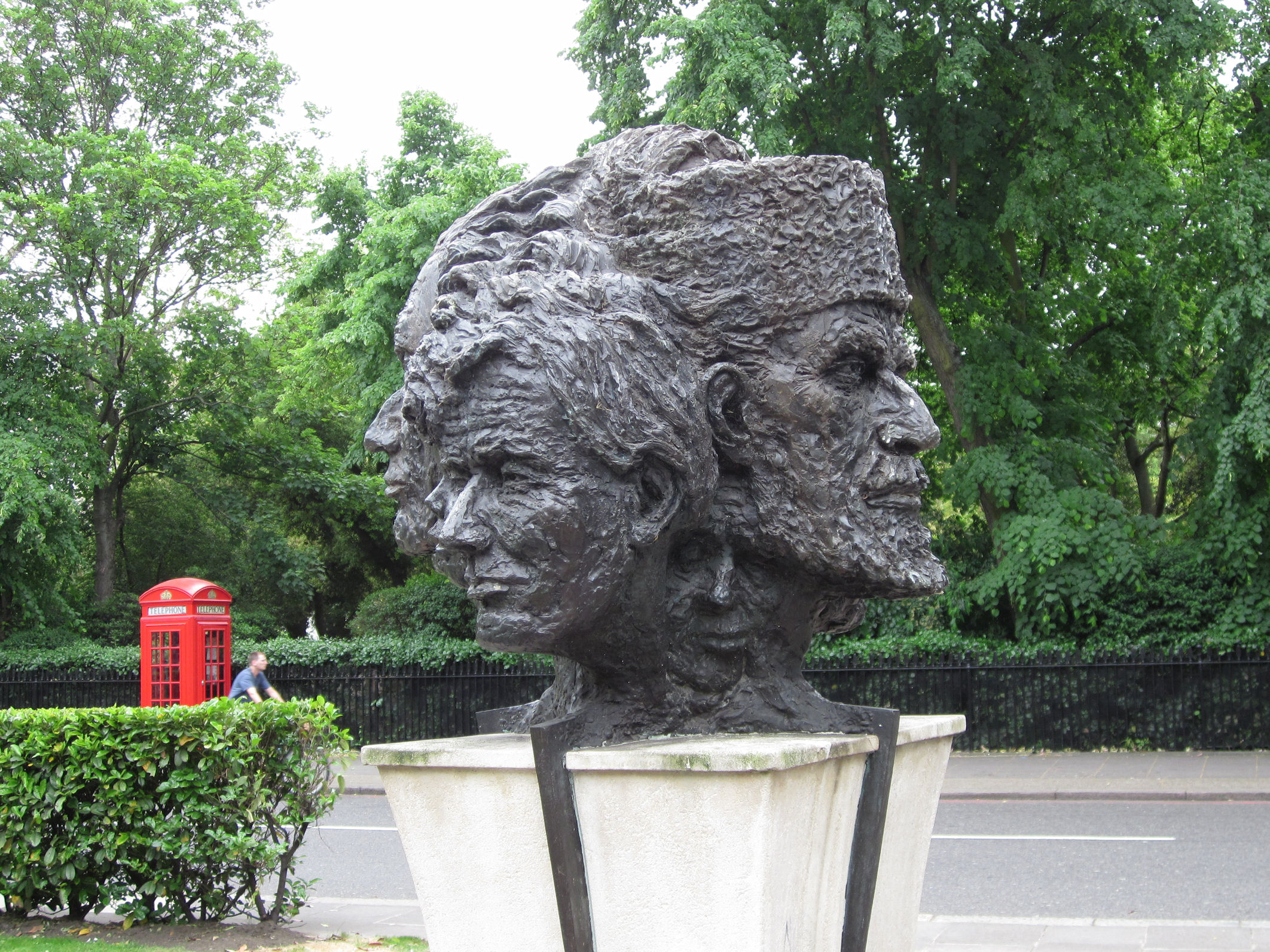
Мемориал «жертв Ялты» в Лондоне

Операция «Килхол» (англ. Keelhaul от килевать, то есть протаскивать под килем) — устоявшееся в западной историографии название комплекса мероприятий британских, американских и других союзнических войск по передаче советской стороне граждан СССР и других русскоязычных лиц, находившихся на подконтрольной им территории: остарбайтеров, коллаборационистов, военнопленных, интернированных, беженцев, эмигрантов царского и послереволюционного времени, нелегальных мигрантов в нейтральных странах, а также других лиц.
Название «Килхол» является распространённым обобщающим термином в зарубежной литературе и периодике, на деле же имело место несколько операций («Ист-Уинд» и других) на территории Германии (затем Бизонии, Тризонии и Западной Германии), Австрии, Швейцарии, Италии, Франции, Лихтенштейна, Финляндии, стран Бенилюкса и скандинавских стран, под различными кодовыми названиями. Аналогичные мероприятия по изъятию некоренного населения велись на территории Югославии, стран Восточной и Центральной Европы, контролируемой советскими войсками. От Организации Объединённых Наций деятельность по перемещению координировалась Администрацией помощи и восстановления Объединённых Наций.
Передача людей советской стороне в ряде случаев прямо нарушала Женевские соглашения, западными правительствами был отдан приоритет более поздним Ялтинским соглашениям в довольно специфической трактовке их положений, касающихся пленных и гражданского населения.
Основной объём мероприятий по выдаче пришёлся на период с мая по июнь 1945 года. Систематическая деятельность репатриационных органов по репатриации русскоязычных продолжалась до 1951 года. Управление по репатриации при СМ СССР было окончательно упразднено 1 марта 1953 года. Случаи репатриаций имели место до 1954 года.

## Дипломатические предпосылки

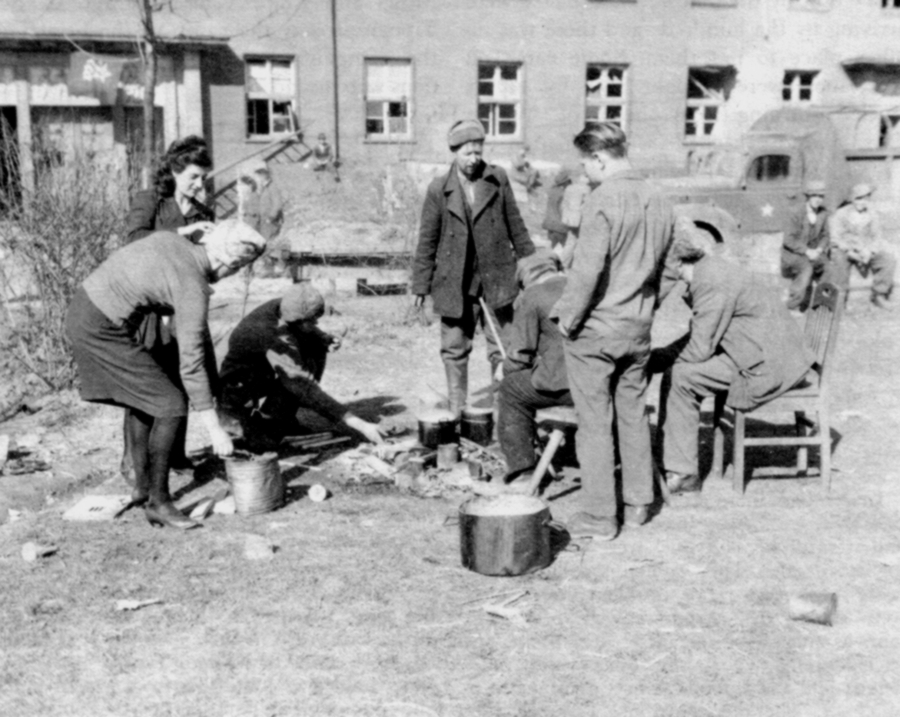
Советские беженцы готовят пищу у костра в пригороде Трира

Договорённость о репатриации была достигнута на Ялтинской конференции и касалась всех перемещённых лиц, которые на 1939 год были гражданами Советского Союза, вне зависимости от их желания возвратиться на родину. При этом была выдана и какая-то часть бывших подданных Российской империи, либо никогда не имевших советского гражданства, либо отказавшихся от него в пользу иностранного гражданства, либо родившихся за границей.
Речь шла о нескольких миллионах человек. Президент США Франклин Делано Рузвельт проводил дружественную по отношению к советской стороне политику, и это никоим образом не шло вразрез с его курсом построения взаимоотношений с СССР[каким?]. Британский министр иностранных дел Энтони Иден считал, что это неприятный шаг, но необходимо было пойти на него, чтобы задобрить Сталина и не провоцировать лишний раз конфронтации с СССР. Сталин мыслил утилитарно, сугубо как практик, придерживаясь идеи собрать всех репатриированных в трудовые формирования и заставить их работать на стройках коммунизма, восстанавливать народное хозяйство и так далее. Главнокомандующий силами союзников генерал Дуайт Эйзенхауэр прохладно отнёсся к этой затее, но когда ему доложили статистику ежедневного расхода средств на содержание советских беженцев, всё прибывающих и прибывающих различными путями в западные зоны оккупации (по мере завершения войны их количество только увеличивалось, ресурсы на их содержание стремительно сокращались), он уступил требованиям. Была дана команда подготовить документацию на лиц, подлежащих выдворению, сформировать союзнические репатриационные органы и организовать взаимодействие с аналогичными советскими структурами, как принимающей стороной.

## Ход событий

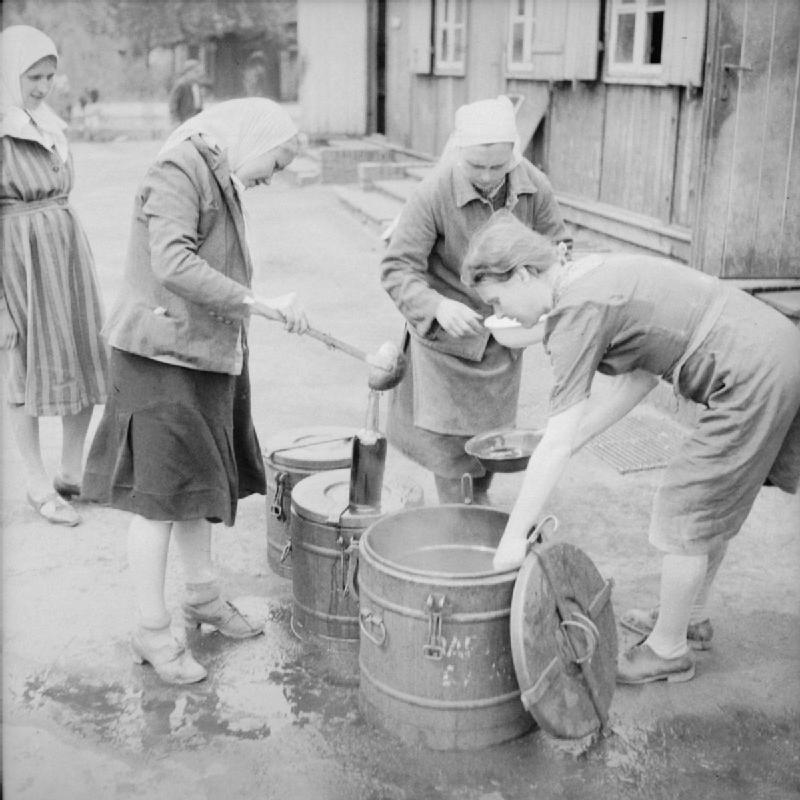
Советские женщины на пункте хозяйственного довольствия в Гамбурге

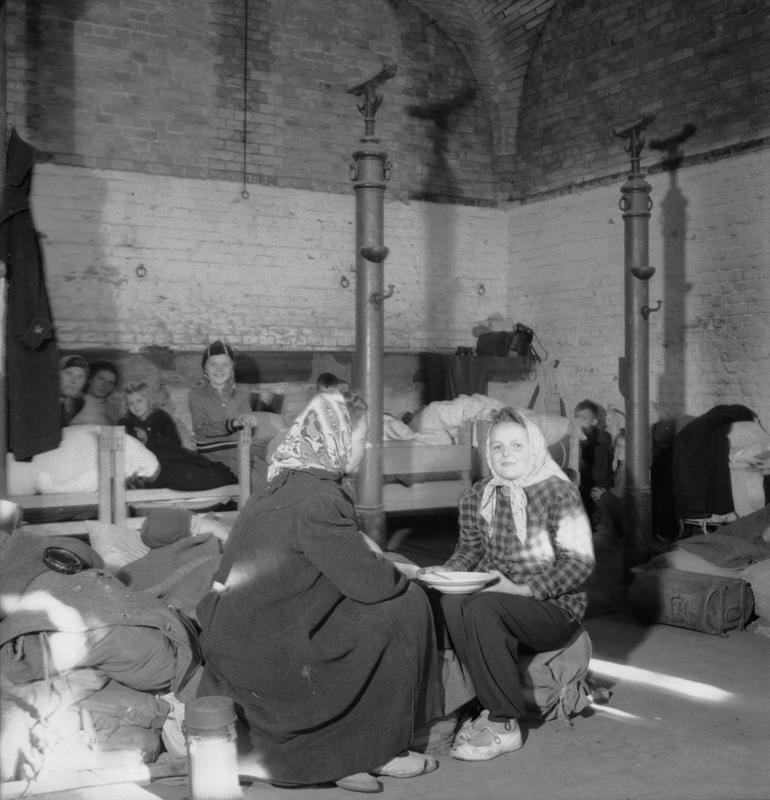
Спальное помещение казармы транзитного лагеря в Берлине

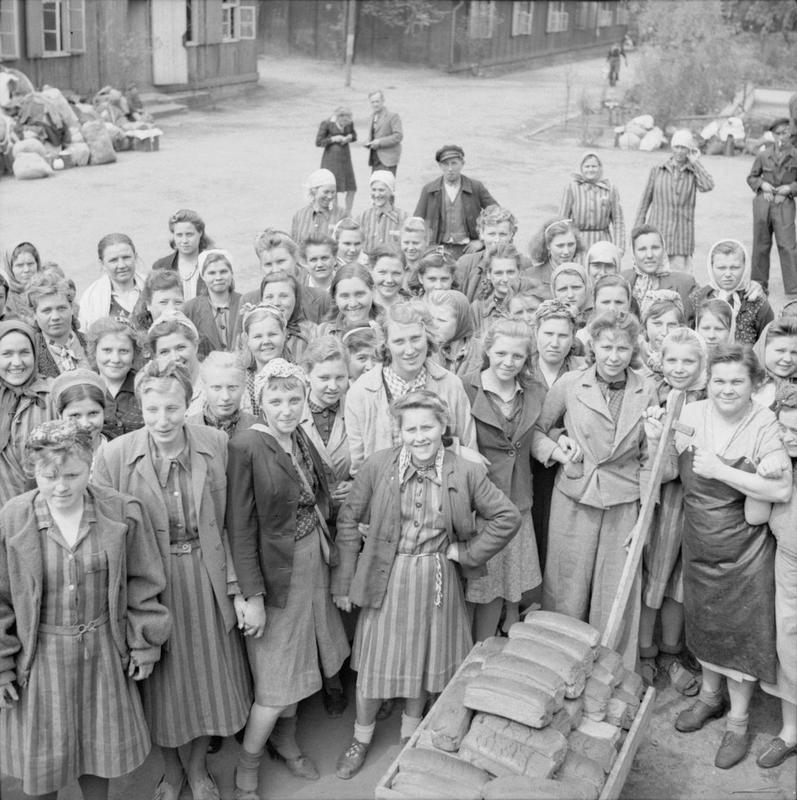
Советские женщины на пункте сбора перемещённых лиц в Гамбурге

На момент начала репатриации в союзнической зоне оккупации Германии и в других западноевропейских стран находилось несколько миллионов бывших советских военнопленных, остарбайтеров, беженцев и лиц, добровольно проживавших на территории Рейха (по данным В. Н. Земскова — не менее 5 млн). Среди гражданских лиц соотношение вывезенных в принудительном порядке к прибывшим добровольно составляло 50/50. Число лиц, отказавшихся возвращаться (невозвращенцев), составляло, по разным оценкам, от 1,2 до 1,5 млн человек. В это число не входят те, кто не отказывался возвращаться официально, но в то же время не предпринимал активных действий по возвращению обратно, продолжая проживать в Европе. 
Очень незначительная часть из общего количества горела желанием поскорее возвратиться в СССР (тем, кто к этому стремился, ничего не мешало самостоятельно добраться до советской зоны оккупации в первые дни после окончания войны). Основную массу перемещённых относительно без проблем составили заключённые концентрационных лагерей, которых попросту организованно вывезли из бывших немецких концлагерей и поместили в советские фильтрационные лагеря. Между тем, перед американо-британской оккупационной администрацией вставала проблема организации содержания такого большого количества людей, обеспечения жильём, снабжения их продовольствием и «пакетами помощи», санитарно-медицинского обслуживания и других мер социального обеспечения, с учётом того, что то же самое требовалось в отношении местного немецкого населения, которое также воспринимало такое соседство без излишнего энтузиазма. С этой точки зрения выдача была вполне логичной и экономически обоснованной акцией, безотносительно к текущей политической конъюнктуре тогдашних международных отношений СССР с капиталистическими странами (отсутствовала возможность в условиях послевоенной разрухи прокормить и расселить такое количество прибывшего населения, которое создавало нагрузку на инфраструктуру).

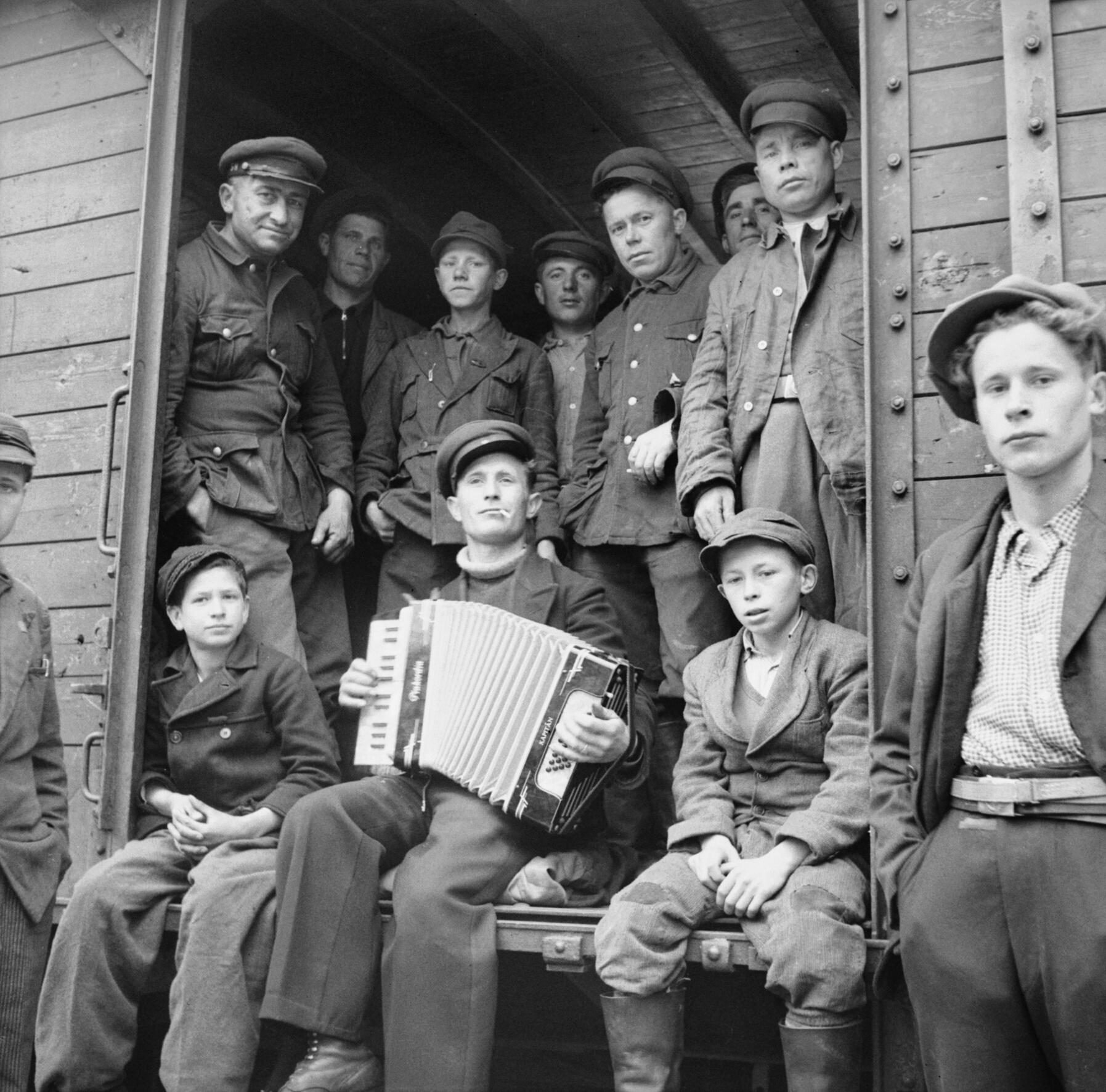
Отправка эшелона с бывшими военнопленными и остарбайтерами из транзитного лагеря под Гамбургом. 31 мая 1945

Союзники решили избавиться от отягощавшего их бремени, называвшегося «Ди-Пи» (англ. displaced person), выдав советским властям всех, кто не представлял интереса, причём концентрация «Ди-Пи» в американской зоне оккупации была наибольшей. Таким же образом решался вопрос по лицам, никогда не являвшимся советскими гражданами или сменившим гражданство, — советские власти добивались их выдачи на общих основаниях, что и было реализовано. Кроме того, в декабре 1945 года были изданы специальные постановления по вопросам репатриации в СССР детей русских эмигрантов, родившихся за рубежом. 
От советской репатриационной комиссии были командированы специальные группы по задержанию и конвоированию лиц, подлежащих выдаче. Поскольку никто не торопился возвращаться добровольно, вопросом обеспечения принудительного перемещения занимались либо сами западные союзники, либо прибывшие советские репатриационные спецгруппы. Председатель советской репатриационной комиссии, генерал-полковник Голиков, заявил в сентябре 1945 года, что «на родину» после окончания войны из стран за пределами советской зоны оккупации отправлено более двух миллионов человек (по британским данным, только за месяц с небольшим, к 4 июля 1945 было передано не менее 1,5 млн, за первые две недели до 10 июня не менее миллиона). Какое количество из прибывших после прохождения фильтрационных лагерей было расстреляно, отправлено в лагеря или поражено в правах, и сколько вернулось на свои прежние места жительства, не будучи осужденными по тем или иным статьям, и не попавшими «на карандаш» (то есть на особый учёт органов госбезопасности), — вопрос дискуссионный. Среди перемещаемых лиц имели место нередкие попытки суицида, когда им становилось известно, что их собрались препроводить и передать советским властям, голодовки и забастовки, попытки бегства во время конвоирования. 
Причиной таких радикальных методов сопротивления возвращения на территорию СССР был страх наказания за коллаборационизм с нацистами (сотрудничество граждан оккупированной страны с врагом, в ущерб своей стране во время войны), то есть за предательство своей родины.
Репатриационные органы в союзнической зоне оккупации действовали интенсивно до весны 1948 года. Случалось, что сотрудники советских репатриационных органов, командированные в союзническую оккупационную зону, также предпринимали попытки не возвращаться обратно под различными предлогами, в итоге советская репатриационная миссия во Франкфурте-на-Майне сама подверглась процедуре принудительной репатриации.
Основная масса репатриантов прибыла в 1945 году. По состоянию на 1 марта 1946 года в СССР были репатриированы (из всех стран) 4 199 488 человек.
С 1946 года поток репатриантов стал сходить на убыль, ситуация стабилизировалась, радикальных мер по перемещению сотен тысяч людей в течение недель более не требовалось, статистика послевоенных лет такова:
- 1946 — 195 273,
- 1947 — 30 346,
- 1948 — 14 272,
- 1949 — 6542,
- 1950 — 4527,
- 1951 — 2297.

Впрочем, большинство репатриантов 1946 года прибыло в СССР в первые два месяца года. Это видно из следующих цифр: по состоянию на 1 июля 1952 года в СССР были репатриированы 4 305 035 человек. Таким образом, с 1 марта 1946 года по 1 июля 1952 года в СССР были репатриированы 105 547 человек. Из этих цифр следует, что 97,5 % советских репатриантов прибыли в СССР в период с конца 1944 года по 1 марта 1946 года.
До войны СССР не присоединился к Женевской конвенции (этот факт, несмотря на распространение конвенций на военнопленных любых стран, дал НСДАП повод для обоснования разницы в отношении к британо-американским пленным с одной стороны и к советским пленным с другой). Тем не менее к Гаагской конвенции присоединилась ещё царская Россия, а Советская Россия в 1918 году признала обязательства, накладывавшиеся этой конвенцией, унаследованными от царского режима. Официальная позиция СССР заключалась в том, что в Гаагской конвенции всё главное и так уже сформулировано. Таким образом советская сторона уклонялась от обязательных инспекций МКК на территории лагерей и репатриационных пунктов (что предусматривалось Женевской конвенцией).

## Выдача казаков
В соответствии с Ялтинскими соглашениями в июне 1945 года в несколько этапов произвели выдачу представителям советской стороны казаков, принимавших участие в войне на стороне Германии. Выдачу произвели оккупационные власти Великобритании в городах Лиенце и Юденбурге (Австрия).

## Выдача югославов
Кроме советских граждан и русскоязычных вообще, высылке подлежали представители народностей, населявших Югославию (сербы, хорваты, словенцы, боснийцы, черногорцы, албанцы и другие), их передали в распоряжение конвойных войск, прибывших от маршала Тито. Реакция югославских репатриируемых была такой же, как и во время высылки казаков, имели место случаи самоубийств и тому подобные.

## Процесс возвращения
Восемь лет (с 1947 года) я жил в Бресте и видел «процесс перегрузки» людей из узкоколейных (по европейскому стандарту) вагонов-«столыпиных» в наши советские ширококолейные «телятники-краснухи». Казалось, что всю Германию арестовали и вывозят к нам, в СССР. Причем, очень часто видел, как два наших амбала-держиморды волокут (да-да! — именно волокут!) какого-нибудь еле живого старика, схватив его под мышки: конвоиры идут и довольно резво, а их жертва ног не переставляет — отнялись, безжизненно волокутся ноги… Думалось, что весь Союз уже заполнен лагерями, ан нет: «мест отдалённых» — и по Енисею, и по Лене, и далее в Сибири — хватает без счёта и без меры…
Репатриируемые лица могли иметь при себе только ручную кладь (хотя формальных ограничений на массу перевозимого груза не было, но череда пеших переходов между перевозками на машинах и на поездах делала невозможной транспортировку чего бы то ни было сверх переносимого на себе). Для целей обеспечения транзита создали систему пересыльных лагерей и сборно-пересыльных пунктов. Советской властью признавалось то, что негативное влияние на репатриацию оказал просуществовавший до августа 1946 года гулаговский режим в лагерях: запрет свободного выхода из зоны якобы в интересах безопасности местного немецкого населения, ограждение лагерей колючей проволокой во избежание побегов, установление вышек и постов, прожектора по ночам, конвоирование репатриантов при выходе из лагеря на работы и так далее.
Переданные советской стороне лица все без исключения помещались в фильтрационные лагеря и пункты, где их анкетировали и допрашивали. После этого они либо отправлялись в места отбытия наказания, либо на поселение в удалённые районы СССР с ограничением права передвижения по стране, либо отвозились по довоенному месту жительства. В те дни среди невозвращенцев (не желавших возвращаться в СССР) в ходу была фраза «Родина ждёт вас, сволочи!..» (переиначенный лозунг с советских агитационных плакатов «Родина ждёт вас!», которые расклеивались в репатриационных пунктах и лагерях). Отношение к прибывшим было различным, нередко им приходилось пройти множество мытарств и унижений, чтобы вернуться к нормальной жизни.
Официально перемещённые в лагеря ГУЛАГа красноармейцы относились к категории «немецко-фашистских злодеев, шпионов, изменников Родины». Для них была введена каторга, рабочий день для них был продлён на час, один выходной в месяц сокращался.
Прямым следствием операции по вывозу пленных красноармейцев в советские лагеря стала так называемая «сучья война», вылившаяся в настоящий уголовный террор, породивший свирепые междоусобицы между воровскими группировками разных «мастей».

## Исключения
Некоторые лица, добровольно изъявившие желание сотрудничать с американо-британской администрацией и представлявшие интерес для разведывательных органов, а также те, кто выдал себя за жителей территорий, не входивших в состав СССР на 1 сентября 1939 года, избежали принудительной репатриации. Кто-то сумел скрыться, затаиться на определённое время, раздобыть чужие или фальшивые документы, выдать себя за представителя другой национальности, переждать наиболее опасные месяцы, избежать обнаружения и выдворения, либо попросту не был обнаружен своевременно, кого-то прятали у себя местные жители, кому-то повезло покинуть районы проведения операции до её начала, нескольким десяткам тысяч удалось перебраться в третьи страны (Великобритания, Канада, Австралия, США, Бельгия и Франция). 
Некоторые из них стали членами НТС, работали на радиостанциях, вещавших на русском языке и языках народов СССР, в журналах «Посев», «Грани», «Мысль», «Наши дни», «Вольное слово» и других. Стали сотнями публиковаться книги и брошюры за авторством бывших советских граждан.

## Память

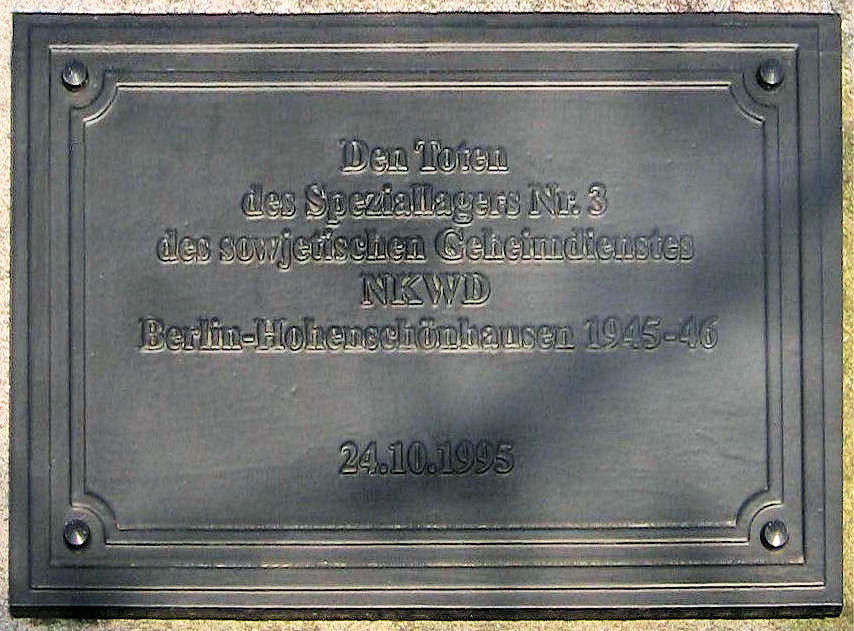
Мемориал Берлин-Хоэншёнхаузен
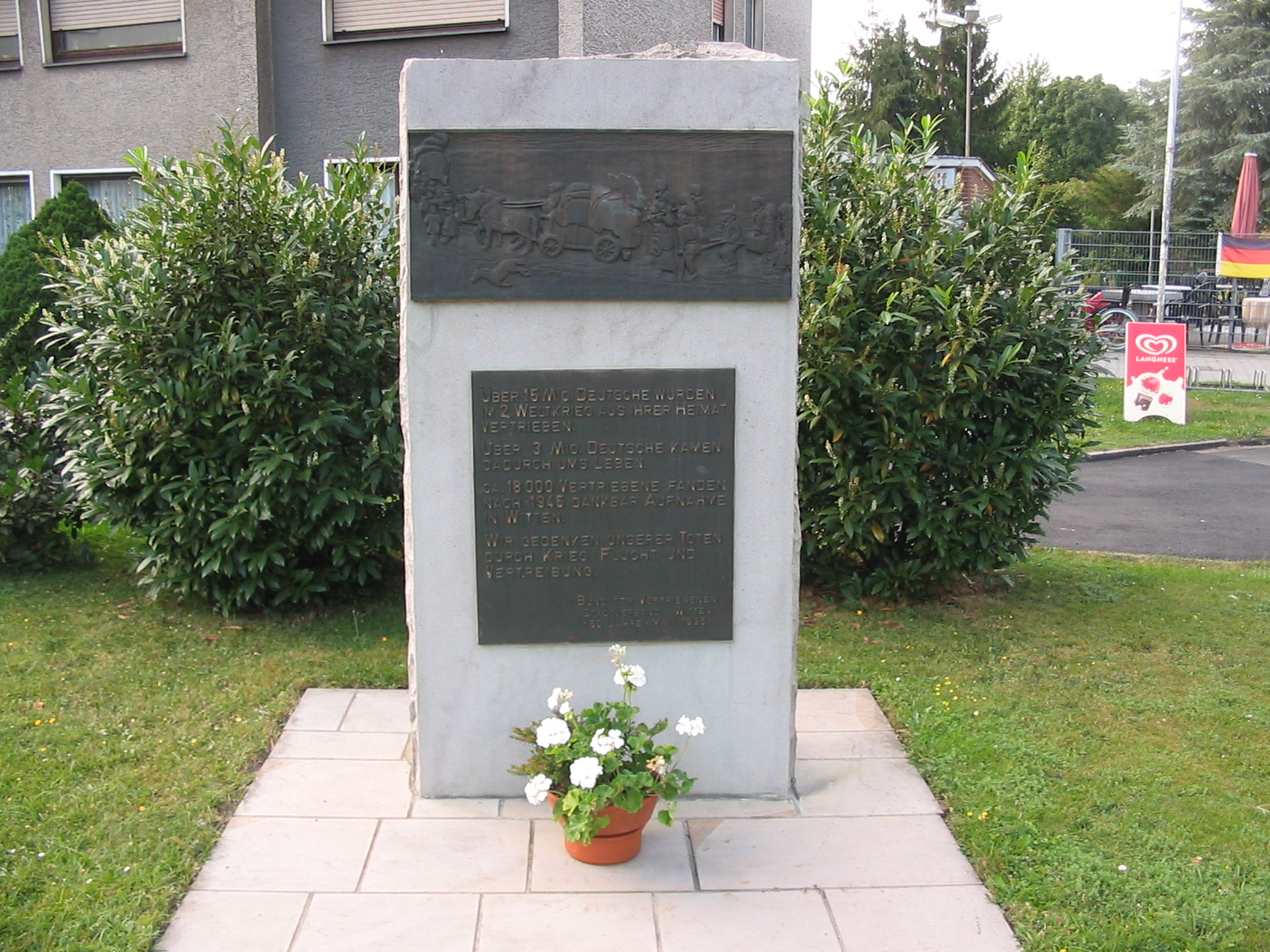
Мемориал в Виттене
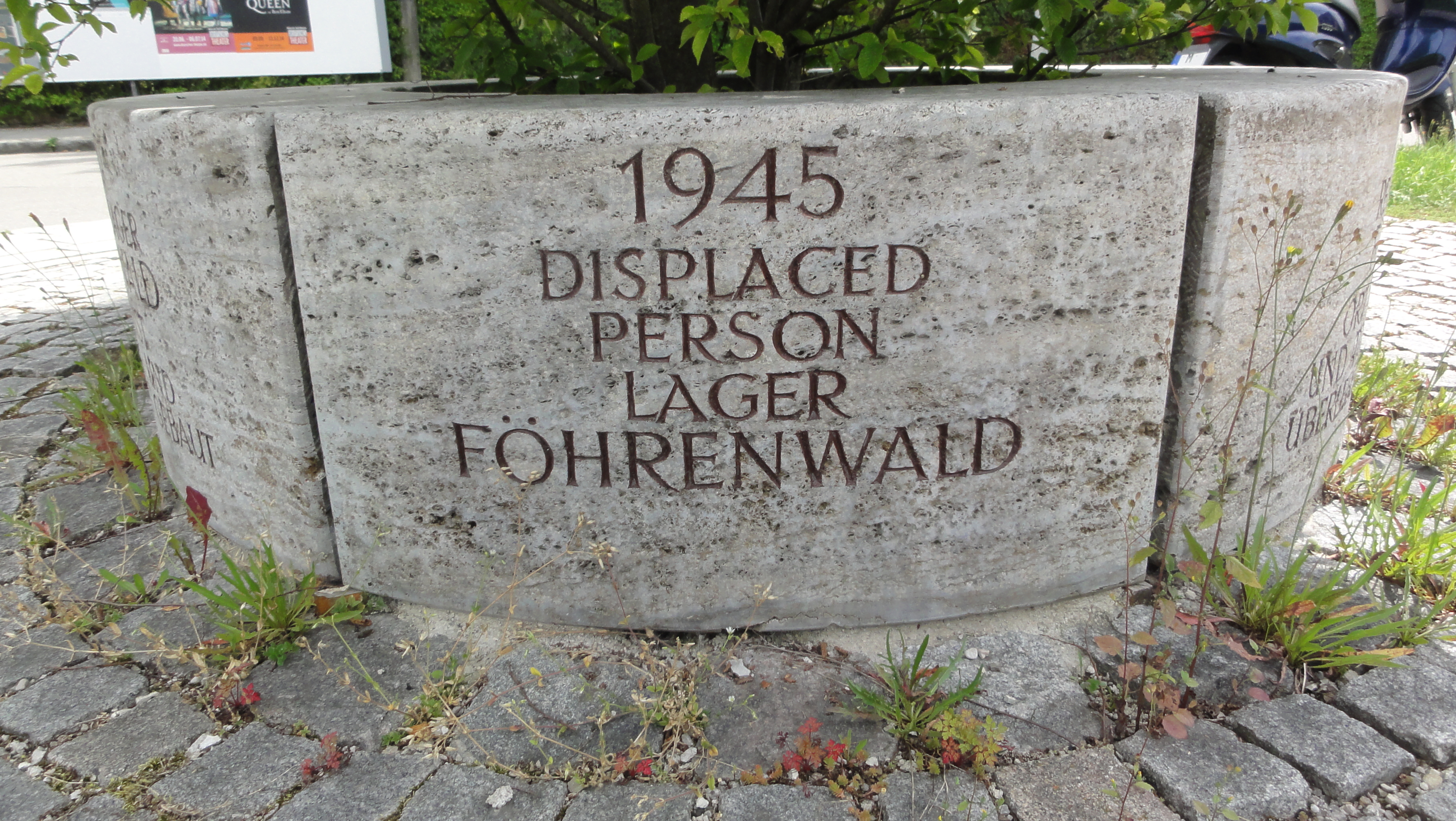
Мемориальный камень на территории бывшего лагеря Фёренвальд
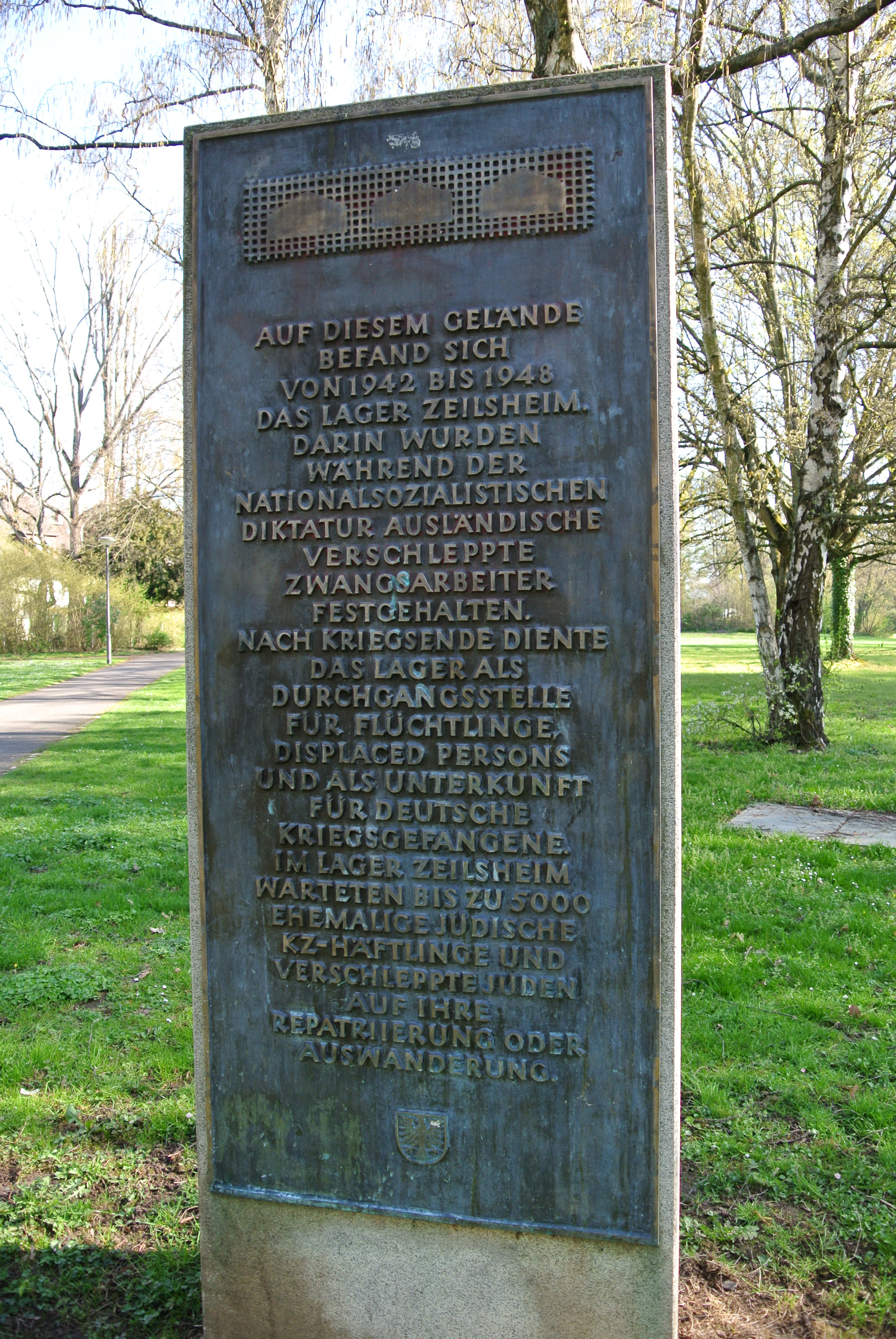
Стела во Франкфурте
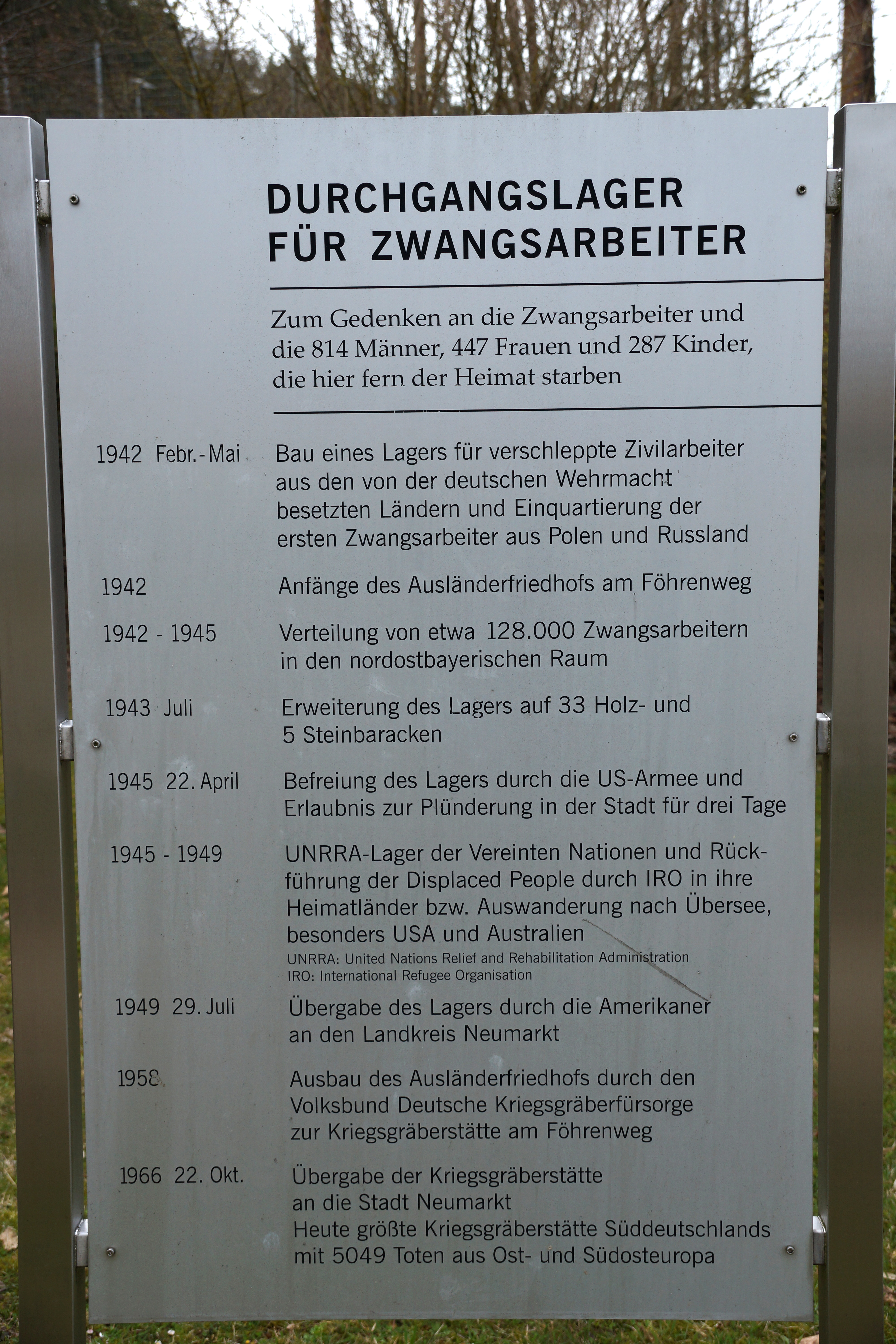
Памятная доска в лагере Вольфштайн